# PIREP
Un PIREP (PIlot REPort), ou rapport de pilote,  est un bulletin émis par un pilote d'avion, en vol ou une fois au sol, pour rapporter les conditions atmosphériques rencontrées en vol. Ce message est fait en langage clair par le pilote, sur onde radio, au contrôleur aérien le plus près. Ce dernier le code et l'envoie sur les circuits de communication afin qu'il soit disponible aux autres pilotes, aux planificateurs de vols et aux services météorologiques. Dans un second sens, un PIREP est également un rapport de problème mécanique inscrit dans le livre de bord d'un aéronef par l'équipage comme information pour l'équipe d'entretien.

## Description
La forme des PIREP peut varier selon le pays mais ils comportent au minimum un en-tête, la position de l'avion, le jour et l'heure, le niveau de vol, le type d'avion et le temps significatif rencontrés. Les items météorologiques rapportés au besoin sont:
– les nuages (type, plafond, sommet, couverture du ciel, etc.) ;
– la température ;
– le vent ;
– la turbulence ;
– le givrage.
Le pilote peut également inclure des remarques en texte libre sur tout autre élément qu'il considère important.

## Format en Amérique du Nord
Les PIREP sont divisés en sections dont chacune commence par un identificateur.

### Sections obligatoires
- UA ou UUA : en-tête qui identifie le PIREP comme étant un rapport de routine ou urgent. Cet identificateur de section est généralement suivi du pays (CN pour Canada, US pour États-Unis, etc.)  ;
- /OV : localisation de l'aéronef par rapport à une aide à la navigation aérienne, un aéroport ou une latitude et longitude ;
- /TM : jour et heure du rapport par le pilote en Temps universel ;
- /FL : niveau de vol ou altitude au moment du rapport.  Il peut être également durant la descente (DURD), durant l'ascension (DURC) ou inconnu (UNKN). Ceci est essentiel pour localiser les zones de turbulence et de givrage ;
- /TP : type d'aéronef selon le code de l'OACI. Ceci est essentiel pour relativiser la turbulence et le givrage.

Le UA sont des messages pour signaler des conditions non critiques à propos du temps qu'il fait. Par exemple, un UA sera envoyé par un pilote qui veut mentionner les couches nuageuses et les vents rencontrés lors de son ascension ou de sa descente au-dessus d'un aéroport éloigné n'ayant pas de METAR. Par contre un UUA sera envoyé quand des conditions dangereuses sont rencontrés : tornade, nuage en entonnoir, trombe marine, turbulence sévère, givrage sévère, grêle, cisaillement de vents à basse altitude (moins de 2 000 pieds de la surface).

### Sections optionnelles
Au moins une des sections suivantes doit être inclus :
- /SK : couverture nuageuse ( épars (SCT), fragmenté (BKN) ou couvert (OVC)) avec la hauteur de la base et du sommet, si disponible, en multiple de 100 pieds au-dessus du niveau de la mer ;
- /TA : température de l'air (important pour le givrage) en degrés Celsius entier (températures négatives indiqués par -) ;
- /WV : vitesse et direction des vents par rapport au nord géographique (OACI) ou au nord magnétique (aux États-Unis)) ;
- /TB : intensité (légère (LGT), modérée (MDT) ou sévère (SVR)) et durée de la turbulence avec mention si elle se produit dans le nuage ou en air clair (CAT). L'altitude ou la couche d'altitudes là où la turbulence s'est produite doit être mentionné ;
- /IC : type et taux d'accrétion du givre sur l'aéronef ;
- /RM : remarques comme le passage à travers un front, orage en vue, etc. ;
- /WX : visibilité et conditions météorologiques rencontrés.

### Exemple canadien
Exemple tiré du manuel d'observation canadien (MANOBS) publié par Environnement Canada :
```
UACN10 CYQT 192128
YZ WG
UA /OV YSP 090025 /TM 2120 /FL050 /TP BE99 /SK 020BKN040 110OVC /TA -14 /WV 030045 /TB MDT CAT 060-080 /IC LGT RIME 020-040 /RM LGT FZRA INC

```

- UACN10 CYQT 192128 : PIREP régulier (UA) canadien (CN10) émis le 19e jour du mois à 21h28 UTC ;
- YZ WG : émission pour les régions de vol de Toronto (YZ) et Winnipeg (WG) ;
- UA /OV YSP 090025 : PIREP venant d'un avion à 25 milles marins (46 km) à l'est (90 degrés magnétiques) de Marathon ;
- /TM 2120 /FL050 : temps du rapport 21h20 UTC ;
- /FL050 : niveau de vol de 5 000 pieds au-dessus du sol ;
- /TP BE99 : type d'avion Beechcraft 99 (BE99) ;
- /SK 020BKN040 110OVC : nuages fragmentés à 2 000 pieds (610 mètres) avec un sommet à 4 000 pieds (1 219 m) et une seconde couche couvrant le ciel avec base à 11 000 pieds (3 353 m) ;
- /TA -14 : température de l'air de -14 degrés Celsius ;
- /WV 030045 : vents du 030 degrés à 45 nœuds (83 km/h) ;
- /TB MDT CAT 060-080 : turbulence modérée en air clair entre 6 000 pieds (1 829 m) et 8 000 pieds (2 438 m) ;
- /IC LGT RIME 020-040 : léger givrage entre 2 000 pieds (610 m) et 4 000 pieds (1 219 m) ;
- /RM LGT FZRA INC : faible pluie verglaçante dans les nuages.

## Requête de PIREP
Dans la plupart des pays, les contrôleurs aériens peuvent demander aux pilotes de communiquer des PIREP, en particulier en cas de situations dangereuses comme :
- Conditions de vol aux instruments dans la région où passe l'aéronef :
  - Plafond de moins de 5 000 pieds ;
  - Visibilité de moins de 5 milles marins ;
- Conditions rapportées par d'autres aéronefs, le radar ou le satellite dans le secteur :
  - Orages
  - Turbulence modérée ou supérieure ;
  - Givrage ;
  - Cisaillement important des vents ;
  - Nuage de cendres volcanique.